# Çelebi Lütfi Paixà
Çelebi Lütfi Paşa, en antic otomà Lutfi Pasha ibn Abd al-Muin, (1488-1562/63) fou un home d'estat i gran visir otomà d'origen albanès de Vlorë. El seu nom Çelebi vol dir persona refinada i de bones maneres.
De la seva infantesa no se sap res. Es va educar al palau de Baiazet II i va ocupar diversos càrrecs. El seu primer nomenament extern fou el de sandjakbegi de Kastamonu i després se sap que va ser beglerbegi de Karaman, dades que ell mateix aporta a la seva biografia però sense esmentar les dates dels nomenaments. Sota el sultà Selim I diu que va lluitar contra els safàvides a Anatòlia i contra els mamelucs a Síria i Egipte, sota Solimà I diu haver participat en la campanya de Belgrad (1521), en la de Rodes (1522), a la de Mohacs (1526) i a les de Buda i Viena (1529). Potser fou també sandjakbegi d'Aydın i de Janina doncs s'esmenta un Lufti Beg que va participar com sandjakbegi d'Aydin al setge de Rodes el 1522 i un Lufti Beg, sandjakbegi de Janina, que va participar en el setge de Viena el 1529 i com ell mateix diu, va participar en aquests campanyes encara que no esmenta quin càrrec exercia. El 1532 va participar en la campanya de Güns i la guerra contra els safàvides el 1533 i els anys següents fins a 1536, segurament com a beglerbegi de Karaman i va comandar la rereguarda otomana a Tabriz el setembre/octubre de 1534, participant també a les operacions al llac Van fent construir una flota a Tatvan.
El 1534/1535 fou nomenat tercer visir i va dirigir la flota que va sortir d'Istanbul l'11 de maig de 1537 per reunir-se a Valona (Avlonya, moderna Vlöre) a l'exèrcit manat pel mateix sultà que hi havia arribat per terra. Mentre el kapudan pasha Khayr al-Din Barba-rossa anava a Egipte a buscar provisions, i les forces que van quedar sota Lutfi van fer diversos atacs a la Pulla. Després del retorn de Khayr al-Din, es va produir un atac d'Andreu Doria a dues galeres manades pel ketkhuda de Gal·lípoli, i un segon atac contra una galera enviada per Lutfi Pasha a Corfú amb missatges, i aquestos atacs van donar excusa a Lutfi per atacar l'illa de Corfú on Lutfi va desembarcar el 25 d'agost de 1537, però no van poder ocupar la fortalesa i per orde del sultà, tot i les objeccions de Lufti i de Khayr al-Din, es van haver de retirar el 7 de setembre de 1537, retornant llavors a Istanbul.
A la mort de Mustafa Pasha el 30 de maig de 1538 Lutfi Pasha el va substituir com a segon visir. En aquest càrrec va acompanyar a l'exèrcit a la campanya de Moldàvia sortint d'Istanbul el 9 de juliol de 1538, creuant el Prut per un pont que va fer construir. Aquell hivern en tornar a Istanbul es va casar amb Dewlet Shahi Sultan que era germana del sultà.
El gran visir Ayas Mehmed Pasha va morir el 7 de juliol de 1539 i el dia 13 de juliol Lutfi Ali va rebre el segell i el va succeir en el càrrec. Va dirigir les negociacions que van posar final a la guerra de Venècia signant el tractat de pau el 20 de novembre de 1540 pel qual Venècia cedia Monembasia i Nàuplia (Návplion) i totes les places que ja havia perdut durant la guerra i pagava una indemnització de 300.000 ducats (o 200.000 segons declara ell mateix a la seva biografia) rebent ell personalment dels venecians deu mil ducats. També va negociar amb els Habsburg amb relació a les reclamacions que l'arxiduc Ferran I havia fet sobre el territori hongarès que Janós Zapolyai havia governat com a vassall otomà i del que era hereu; no hi va haver acord i va esclatar la guerra. L'exèrcit otomà va sortir cap a Hongria el maig de 1541 però abans de sortir el sultà va revocar a Lutfi Pasha (finals d'abril) i el va substituir per Hadim Süleyman Pasha tot i que a les seves memòries Lutfi diu que va renunciar voluntàriament per quedar protegir dels enganys de les dones. De fet el seu cessament va seguir a una violenta disputa amb la seva esposa, germana del sultà que li retreia el maltractament humiliant que havia infringit a una prostituta. Lutfi Pasha es va retirar a la seva hisenda a Dimetoka. Va sortir amb permís del sultà per fer el pelegrinatge el 1547 i després va retornar a Dimetoka on va escriure algunes obres entre les quals la seva biografia, Asaf-name i una història acabada el 1554.
Durant el seu govern va fer algunes reformes en relació als cavalls pels correus (establint un sistema de relleus regulars i prohibint apropiar-se de cavalls), va reduir les despeses de l'estat limitant el nombre de tropes, deixant superàvit al pressupost (quan va arribar hi havia dèficit), va ser moderat en els impostos i va insistir en la importància de la flota.
Va morir vers 1562/1563 a Dimetoka.